# イラン専門家会議選挙 (2006年)
2006年のイラン・専門家会議選挙は2006年12月15日に施行された。専門家会議は最高指導者を選出するムジュタヒドによる合議体である。また同日に地方議会選挙も施行された。

## 候補者
すべての候補者はムジュタヒドでなければならないが、このためのイジュティハード資格は、監督者評議会で書面および口頭での審査を受ける。候補者の数名は監督者評議会議員であった。また立候補を届け出た少数の女性ムジュタヒドもあったが、審査を通過しなかった。書面での審査を通過した候補は少なく、監督者評議会は合格点を複数回にわたって引き下げた。さらに口頭試問が行われ、当初の候補者数は議席86に対し144人であった。イスラーム共和国通信によると審査通過候補者はのちに追加され181人となっているが、投票日時点での候補者数は165人。うち1名は初の非イスラーム法学者の博士であったが落選している。

### 利益相反
監督者評議会は立候補者に対する審査を担当するが、同評議会議員から専門家会議に立候補する者があり、自身に対する承認という形になるので利益相反が発生する。

## 結果
内務省の発表によれば有権者は約4650万、投票率は約60％であった。のちに追加発表で「2800万人以上が投票」と報告している
。各党派から複数の候補者があったが、バーズターブの報ずるところによると、「闘うウラマー協会」が全議席86で当選数68、同党からの立候補者は81で、議席をほぼ独占した。
メフディー・キャッルービーの支持する改革派、メスバーフ・ヤズディーとその原理主義派は双方ともに期待に反する結果となった。
2005年の大統領選挙候補者であったアリー・アクバル・ハーシェミー・ラフサンジャーニーはテヘラン州選挙区で1,564,197票と多数の票を得て当選。これは第2位のモハンマド・エマーミー・カーシャーニーより50万票以上多い。テヘラン州では以下アリー・アクバル・メシュキーニー、モハンマド・ヤズディー、アフマド・ジャンナティー、モハンマド・タギー・メスバーフ・ヤズディー、ハサン・ロウハーニーが続く。